# Excorallana sexticornis
Excorallana sexticornis är en kräftdjursart som först beskrevs av Richardson 1901.  Excorallana sexticornis ingår i släktet Excorallana och familjen Corallanidae.
Artens utbredningsområde är Mexikanska golfen. Inga underarter finns listade i Catalogue of Life.